# Rafael Vehils

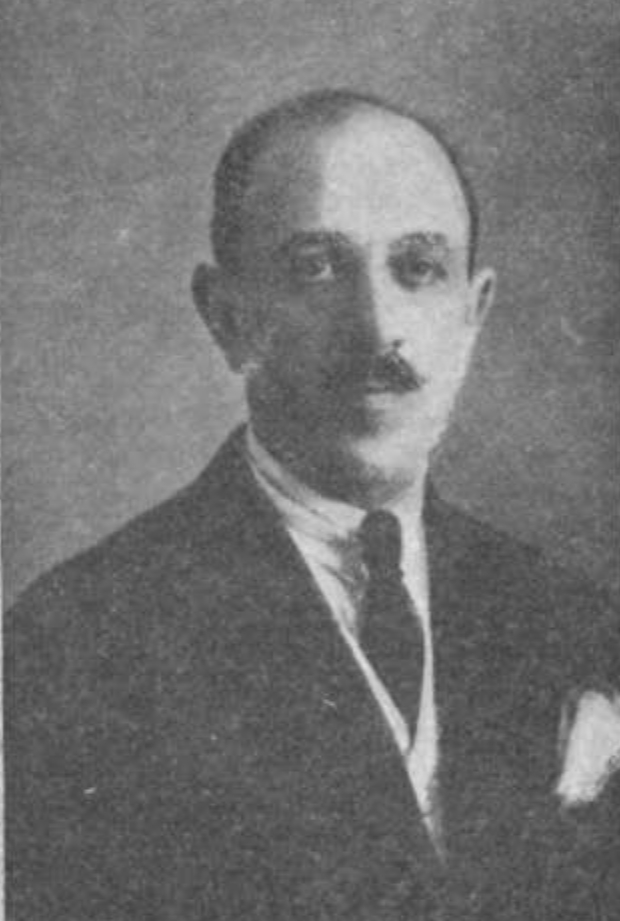
Retrato de Rafael Vehils

Rafael Vehils i Grau (Barcelona, 1886-Buenos Aires, 1959) fue un abogado, empresario y político español. 

## Biografía
Hijo del abogado Joaquim M. Vehils Fuchs, en 1909 se licenció en Derecho en la Universidad de Barcelona y poco después ingresó en la Liga Regionalista, partido con el que fue elegido diputado por el distrito electoral de Castelltersol en las elecciones generales de 1918 y 1919. Fue miembro del Consejo Superior de Economía, del Consejo de Precios y Tarifas, secretario general del Comité Nacional de Comercio Exterior y persona de confianza de Francesc Cambó cuando fue ministro de Fomento.
En 1911 sustituyó Frederic Rahola i Trèmols como presidente de la Casa de América en Barcelona hasta 1936. En 1924 se trasladó a Montevideo, donde fue director de la compañía de tranvías La Trasatlántica hasta 1928. Después marchó a Buenos Aires, donde fue director de la Compañía Hispano-Americana de Electricidad (CHADE) (1931-1936). Fue el encargado de transferir los activos de la CHADE a la "Compañía Argentina de Electricidad", CADE, durante los últimos meses de 1936, para salvar la propiedad ante el régimen de Franco. Posteriormente fundó la Editorial Sudamericana con Victoria Ocampo y Oliverio Girondo, y fue nombrado presidente de la Institución Cultural Española y de la Cámara Oficial Española de Comercio.

## Obras
- Los principios sociales de la conferencia de Chapultepec (Montevideo, 1945)
- La inmigración española en la Argentina (Buenos Aires, 1947)
- Sentido y modos de la cooperación intelectual hispano-argentina (1958)